# Könchog
Könchog was koning van Tibet in de 6e eeuw.
Könchog is de vijfde op de lijst van elf reïncarnaties die voorafgingen aan de dalai lama's en werd opgetekend door de vijfde dalai lama, Ngawang Lobsang Gyatso. Hij wordt daardoor gezien als een incarnatie van Chenrezig, de bodhisattva die in India bekend is onder de naam Avalokitesvara. Nummer vier op de lijst is Deypod, waarna volgens sommige bronnen nog Totori Nyantsen volgde. Koning Songtsen Gampo wordt als zesde genoemd. De lijst van de vijfde dalai lama wordt ook wel als een gedeeltelijke canon van de geschiedenis van Tibet gezien.